# Никола-Тома Боден
Никола-Тома Боден (на френски: Nicolas-Thomas Baudin) е френски изследовател, картограф, естественик и хидрограф.

## Младежки години (1754 – 1783)
Роден е на 17 февруари 1754 година в Сен Мартин дьо Ре, на остров Ил дьо Ре, Франция, в семейството на търговец. На 15-годишна възраст постъпва в търговския флот, а на двадесет – във Френската източноиндийска компания. След това се премества във Военноморския флот и по време на Войната за независимост на американските колонии превозва емигранти в Ню Орлеанс.

## Кариера (1783 – 1800)
След войната, Боден напуска военноморския флот и постъпва в търговския, като превозва живи растения от Индийския и Тихия океан и роби от Мозамбик. По това време се увлича от ботаниката и се научава как да съхранява продължително време живи растения по време на транспортирането им – знания, които много ще му помогнат в следващите години.
По време на войната между Франция и Австрия, Боден прави опит да се върне във военноморския флот, но му е отказано.
През 1795 г. се завръща във Франция, където Музея по естествена история му предлага ботаническо плаване до Карибско море, от която експедиция Боден се връща с голяма колекция от растения и насекоми.

## Експедиция в Австралия (1800 – 1803)
През октомври 1800 г., Боден е назначен за командващ на експедиция, състояща се от два кораба, „Географ“ и „Натуралист“, и има за цел изследването и картирането на западното, северното и южно крайбрежие на Австралия. Към експедицията са причислени натуралиста Франсоа Перон и известния по-късно с изследванията си в Океания Луи дьо Фрейсине.
През май 1801 г., на югозападното крайбрежие на Австралия, на 33°34′ ю. ш. 115°14′ и. д. / 33.566667° ю. ш. 115.233333° и. д. открива залива Географ и нос Натуралист (33°32′ ю. ш. 115°01′ и. д. / 33.533333° ю. ш. 115.016667° и. д.) на полуострова, заграждащ залива от югозапад. Оттам флотилията се насочва на север покрай западното крайбрежие на континента, където открива полуостров Перон (26°04′ ю. ш. 113°40′ и. д. / 26.066667° ю. ш. 113.666667° и. д.) и протоците Географ и Натуралист, съединяващи залива Шарк с Индийския океан и отново продължава на север. На северното крайбрежие на Австралия французите откриват големия залив Жозеф Бонапарт и остров Перон (13°10′ ю. ш. 130°02′ и. д. / 13.166667° ю. ш. 130.033333° и. д.) в източната му част. След това експедицията се насочва към остров Тимор, където е даден кратък отдих на екипажа и в края на 1801 корабите отплават на юг към бреговете на остров Тасмания.
През 1802 г. изследва източното крайбрежие на Тасмания и открива около 200 мили от южните брегове на Австралия между 145 и 137º и.д., в т.ч. заливите Риволи (37°33′ ю. ш. 140°04′ и. д. / 37.55° ю. ш. 140.066667° и. д.), Гишен (37°07′ ю. ш. 139°46′ и. д. / 37.116667° ю. ш. 139.766667° и. д.) и носовете Бюфон (37°30′ ю. ш. 140°08′ и. д. / 37.5° ю. ш. 140.133333° и. д.) и Джафа (37°00′ ю. ш. 139°40′ и. д. / 37° ю. ш. 139.666667° и. д.). Изследва северното крайбрежие на остров Кенгуру, разположен на 35°50′ ю. ш. 137°20′ и. д. / 35.833333° ю. ш. 137.333333° и. д., където се среща с британската експедиция на Матю Флиндърс. Между ръководителите на двете експедиции се състои беседа, като Флиндърс получава от Боден обстоятелствени сведения за извършените открития от французите.
На борда на корабите започват да се появяват първите признаци на скорбут и Боден е принуден да се насочи към Сидни. Там Боден закупува нов кораб – „Казуарина“, за командир на който е назначен Луи Клод Фрейсине, а „Натуралист“, натоварен с всички събрани до този момент флористични екземпляри, отпътува за Франция.
През 1803 експедицията продължава с корабите „Географ“ и „Казуарина“, като отново изследва западното и южното крайбрежие на Австралия. След успешното приключване на експедицията, Боден и екипажът му се отправят за родината, като по пътя се отбиват на остров Мавриций, където на 16 септември 1803 година, на 49-годишна възраст, Никола-Тома Боден умира от туберкулоза, а отчетите на експедицията са доставени във Франция от Луи Клод Фрейсине.